# Sara Andreasson
Sara Andreasson, född 1989 i Kristinehamn, är svensk illustratör och designer verksam i London, Storbritannien.

## Biografi
Andreasson är utbildad vid Chalmers tekniska högskola och Högskolan för design och konsthantverk i Göteborg. Hon har gjort en internationell karriär genom sina färgglada illustrationer åt kunder som Adidas StellaSport, Apple, BBC, The Guardian, Le Monde, Monki, The New York Times, The New Yorker och Rolling Stone. I sina verk speglar hon ofta jämställdhet.
2014 startade hon tillsammans med Josefine Hardstedt den feministiska tidskriften BBY magazine med avsikten att öka kvinnors makt i konstvärlden.
2017 gjorde Andreasson tillsammans med regissören Anna Ginsburg en kampanj om hållbart mode för stora varuhuskedjan Selfridges.

## Utmärkelser
- 2020 - Kolla! Utmärkelse i kategorin Affärsmässighet[7], med motiveringen "Ett tydligt exempel på en ung kreatör som kunnat marknadsföra sig själv på ett briljant sätt. Hens konstnärsskap [sic!] är lekfullt och konsekvent både estetiskt och innehållsmässigt. Utan mellanhänder, med ett instagramkonto som främsta kanal, har hen lyckats få ett stort antal fans och uppdragsgivare världen över. Det är inspirerande!"

- 2017 - Årets formbärare i Västsverige, utsedd av föreningen Svensk Form[8], med motiveringen "Med en självsäker formkänsla och sina normbrytande illustrationer har Sara Andreasson gjort sig ett namn internationellt. Över 60 000 personer följer henne på Instagram och hon har uppdragsgivare som Apple och Nike i bagaget. Dessutom har hennes bilder synts på omslagen för New York Times och Rolling Stone. Det är en kreatör med en stark vilja om att göra världen mer jämlik och det syns i hennes arbeten."
- 2017 - Publishingpriset i kategorin Årsredovisningar/verksamhetsberättelser organisation/offentlig sektor för Svenska Tecknares Årsberättelse 2016[9]. Andreasson omnämns som omslagsillustratör och animatör.